# Briefmarken-Jahrgang 1933 der Deutschen Reichspost
Der Briefmarken-Jahrgang 1933 der Deutschen Reichspost umfasste 19 Sondermarken, von denen jedoch vier nur als Briefmarkenblock herausgegeben wurden. Dazu kamen 15 Dauermarken. Die Serie der Dienstmarken wurde um zwei Werte ergänzt. Zu einigen Briefmarken gibt es keine verlässlichen Angaben zur Auflagenhöhe.

## Einfluss der Nationalsozialistischen Politik
Adolf Hitler hatte kurz nach der Machtergreifung den Vorschlag gemacht, zur Erinnerung an die „nationale Erhebung“ vom 30. Januar eine Sondermarke herauszugeben. Der Postminister Paul von Eltz-Rübenach lehnte dies mit Schreiben vom 13. April 1933 ab. Er verwies zum einen auf die seit 1. Oktober 1932 neu ausgegebene Dauermarkenserie Hindenburg-Medaillon, die auch in diesem Jahr durch weitere Wertstufen ergänzt wurde, und zum anderen auf die am 12. April an die Postschalter gekommenen Sondermarken mit dem Bildnis von Friedrich dem Großen, die an die Eröffnung des neuen Reichstages in der Potsdamer Garnisonkirche am 21. März erinnerten. Des Weiteren teilte er in dem Schreiben mit, dass mit der für den Herbst geplanten Wohlfahrtsmarkenserie „aus betrieblichen und wirtschaftlichen Gründen“ die Möglichkeiten der Post für das laufende Jahr erschöpft seien.

## Liste der Ausgaben und Motive
Legende
- Bild: Eine bearbeitete Abbildung der genannten Marke. Das Verhältnis der Größe der Briefmarken zueinander ist in diesem Artikel annähernd maßstabsgerecht dargestellt. Sollten keine Marken abgebildet sein, liegt es daran, dass das Urheberrecht des Künstlers noch nicht erloschen ist.
- Beschreibung: Eine Kurzbeschreibung des Motivs und/oder des Ausgabegrundes. Bei ausgegebenen Serien oder Blocks werden die zusammengehörigen Beschreibungen mit einer Markierung versehen eingerückt.
- Wert: Der Frankaturwert der einzelnen Marke in Pfennig. Ein „+“ bedeutet, dass es sich um eine Zuschlagsmarke handelt (= Frankaturwert + Spende).
- Ausgabedatum: Das Datum des erstmaligen Verkaufs dieser Briefmarke.
- Gültig bis: Das Datum, an dem die Gültigkeit endete.
- Auflage: Soweit bekannt, wird hier die zum Verkauf angebotene Anzahl dieser Ausgabe angegeben.
- Entwurf: Soweit bekannt, wird hier angegeben, von wem der Entwurf dieser Marke stammt.
- Mi.-Nr.: Diese Briefmarke wird im Michel-Katalog unter der entsprechenden Nummer gelistet.

| Sondermarken | |                                                  |                       |                    |           |            |       |
| Bild         | Beschreibung | Werte in Pfennig (wenn nichts anderes angegeben) | Ausgabe- datum (1933) | gültig bis         | Auflage   | Entwurf    | MiNr. |
|              | Eröffnungssitzung des neuen Reichstages - Friedrich der Große, nach einem Gemälde von Adolph Menzel                                          | 6                                                | 12. April             | 31. Dezember 1935  | unbekannt | unbekannt  | 479   |
|              | - Friedrich der Große, nach einem Gemälde von Adolph Menzel                                                                                  | 12                                               | 12. April             | 31. Dezember 1935  | unbekannt | unbekannt  | 480   |
|              | - Friedrich der Große, nach einem Gemälde von Adolph Menzel                                                                                  | 25                                               | 12. April             | 31. Dezember 1935  | unbekannt | unbekannt  | 481   |
|              | Luftschiff Graf Zeppelin, Ozeanüberquerung, Fahrt zur Weltausstellung in Chicago - Zeppelin mit Aufdruck „Chicagofahrt Weltausstellung 1933“ | 1 RM                                             | 25. September         | 31. Dezember 1937  | unbekannt | unbekannt  | 496   |
|              | - Zeppelin mit Aufdruck „Chicagofahrt Weltausstellung 1933“                                                                                  | 2 RM                                             | 25. September         | 31. Dezember 1937  | unbekannt | unbekannt  | 497   |
|              | - Zeppelin mit Aufdruck „Chicagofahrt Weltausstellung 1933“                                                                                  | 4 RM                                             | 25. September         | 31. Dezember 1937  | unbekannt | unbekannt  | 498   |
|              | Deutsche Nothilfe, Werke von Richard Wagner - Tannhäuser                                                                                     | 3+2                                              | 1. November           | 30. September 1934 | 1.818.070 | Alois Kolb | 499   |
|              | - Der Fliegende Holländer | 4+2                                              | 1. November           | 30. September 1934 | 5.516.880 | Alois Kolb | 500   |
|              | - Rheingold | 5+2                                              | 1. November           | 30. September 1934 | 1.618.361 | Alois Kolb | 501   |
|              | - Die Meistersinger von Nürnberg | 6+4                                              | 1. November           | 30. September 1934 | 4.328.111 | Alois Kolb | 502   |
|              | - Die Walküre | 8+4                                              | 1. November           | 30. September 1934 | 2.643.286 | Alois Kolb | 503   |
|              | - Siegfried | 12+3                                             | 1. November           | 30. September 1934 | 5.220.555 | Alois Kolb | 504   |
|              | - Tristan und Isolde | 20+10                                            | 1. November           | 30. September 1934 | 373.121   | Alois Kolb | 505   |
|              | - Lohengrin | 25+15                                            | 1. November           | 30. September 1934 | 467.795   | Alois Kolb | 506   |
|              | - Parsifal | 40+35                                            | 1. November           | 30. September 1934 | 264.238   | Alois Kolb | 507   |
|              | Briefmarkenblock 10 Jahre Deutsche Nothilfe Motive aus dem Leben der heiligen Elisabeth von Moritz von Schwind - Die Hungrigen Speisen       | 5+15                                             | 29. November          | 30. Juni 1935      | 64.000    | E. Böhm    | 508   |
|              | - Die Durstigen Tränken | 10+30                                            | 29. November          | 30. Juni 1935      | 64.000    | E. Böhm    | 509   |
|              | - Die Nackten Kleiden | 20+60                                            | 29. November          | 30. Juni 1935      | 64.000    | E. Böhm    | 510   |
|              | - Die Kranken Pflegen | 50+150                                           | 29. November          | 30. Juni 1935      | 64.000    | E. Böhm    | 511   |
| Dauermarken  | |                                                  |                       |                    |           |            |       |
| Bild         | Beschreibung | Werte in Pfennig                                 | Ausgabe- datum (1933) | gültig bis         | Auflage   | Entwurf    | MiNr. |
|              | Hindenburg-Medaillon II Porträt Paul von Hindenburgs, Wasserzeichen 2 (Waffeln)                                                              | 3                                                | April                 | Mai 1945           |           | Karl Goetz | 482   |
|              | | 4                                                | Mai                   | Mai 1945           |           | Karl Goetz | 483   |
|              | | 6                                                | April                 | Mai 1945           |           | Karl Goetz | 484   |
|              | | 8                                                | April                 | Mai 1945           |           | Karl Goetz | 485   |
|              | | 10                                               | Mai                   | Mai 1945           |           | Karl Goetz | 486   |
|              | | 12                                               | April                 | Mai 1945           |           | Karl Goetz | 487   |
|              | | 15                                               | August                | Mai 1945           |           | Karl Goetz | 488   |
|              | | 20                                               | Mai                   | Mai 1945           |           | Karl Goetz | 489   |
|              | | 30                                               | Mai                   | Mai 1945           |           | Karl Goetz | 490   |
|              | | 40                                               | August                | Mai 1945           |           | Karl Goetz | 491   |
|              | | 50                                               | Juli                  | Mai 1945           |           | Karl Goetz | 492   |
|              | | 60                                               | Mai                   | Mai 1945           |           | Karl Goetz | 493   |
|              | | 80                                               | Juli                  | Mai 1945           |           | Karl Goetz | 494   |
|              | | 100                                              | Juli                  | Mai 1945           |           | Karl Goetz | 495   |
|              | Hindenburg-Medaillon III Porträt Paul von Hindenburgs, Wasserzeichen 4 (Hakenkreuze)                                                         | 1                                                | 4. Dezember           | Mai 1945           |           | Karl Goetz | 512   |
| Dienstmarken | |                                                  |                       |                    |           |            |       |
| Bild         | Beschreibung | Werte in Pfennig                                 | Ausgabe- datum (1933) | gültig bis         | Auflage   | Entwurf    | MiNr. |
|              | Dienstmarken (Ergänzungswerte zur Ausgabe von 1927) - Wertziffer auf sogenanntem “Strohhut- oder auch Korbdeckelmuster”                      | 4                                                | Dezember              | 31. Dezember 1936  |           |            | 130   |
|              | - Wertziffer auf sogenanntem “Strohhut- oder auch Korbdeckelmuster”                                                                          | 10                                               | Dezember              | 31. Dezember 1936  |           | 131        |       |